# ГЕС Мавузі
ГЕС Мавузі — гідроелектростанція на заході Мозамібку, неподалік від кордону з Зімбабве. Знаходячись після ГЕС Чікамба, становить нижній ступінь в каскаді на річці Revue (ліва притока Бузі).
У межах проекту річку перекрили гравітаційною бетонною греблею висотою 8 метрів, яка надає можливість регулювати рівень річки між позначками  343,8 та 345,6 метрів над рівнем моря. Від неї через правобережний масив прокладено дериваційний тунель довжиною 2,1 км та діаметром 2,8 метра, який переходить у три напірні водоводи довжиною біля 0,6 км (один в діаметрі 1,5 метри та два по 1,9 метра).
Розташований на березі річки машинний зал обладнали трьома турбінами типу Френсіс по 13,3 МВт та двома по 5,5 МВт, які мають забезпечувати виробництво 232 млн кВт-год електроенергії на рік. В середині 2010-х років розпочали масштабну модернізацію станції, яка мала повернути її фактичну потужність до проектних значень. Під час цих робіт зокрема планувалось замінити гідроагрегати № 1 і 2 та відремонтувати три інші.